# Cementmalom
A cementmalom vagy klinkermalom (illetve "finish mill" Észak-Amerikában) a cementégető kemencéből kijövő, kemény, csomós klinker őrlésére használt berendezés, ami finom minőségű szürke cement port állít elő. Jelenleg a legtöbb cementet golyós malomban őrlik.

## Története
A korai hidraulikus cementek, mint a James Parker, James Frost és Joseph Aspdin cementgyártóké viszonylag puhák voltak. Az akkori kezdetleges technológiával őrölt cementekhez malomkövet használtak még. A portland cement elterjedése az 1840-es években nehezebbé tette az őrlést, mivel az égetőkemencében előállított klinker gyakran olyan kemény, mint maga a malomkő. Emiatt a cementet csupán durván őrölték mindaddig, amíg jobb technológia nem állt rendelkezésre. Ez a cement nem csupán nem volt reaktív, de súlyosbította a cement megbízhatatlanságát is. Ez utóbbi bomlasztó tágulást a kalcium-oxid nagy részecskéinek vízfelvétele okozta. A finom őrlés csökkenti ezt a hatást, de akkoriban még így is hónapokig kellett tárolni eladás előtt a cementet, hogy a kalcium-oxid hidratálódhasson. 1885 után a speciális acél fejlődése az őrlő berendezések újabb formáihoz vezetett, és ezután a cement finomsága rohamosan javult. Ezzel indokolható, hogy a portland cement szilárdsága négyszeresére nőtt a 20. században. A technológia jelenlegi története főleg az őrlési folyamathoz szükséges energia fogyasztás csökkentésével foglalkozik.

## Nyersanyagok őrlése
A portland klinker a legtöbb cement fő alkotóeleme, ami mellett egy kevés kalcium-szulfátot (jellemzően 3-10%) adnak hozzá, azért, hogy a trikalcium-aluminát később hidratálódjon. A kalcium-szulfát tartalmazhat természetes gipszet, anhidritet vagy szintetikus anyagokat, úgy mint füstgáz FDG (kén-dioxidtól megszabadított - deszulfurizált) gipsz. Ezen kívül hozzá adhatnak még 5% kalcium-karbonátot és majdnem 1% ásványt. Természetes dolog vizet adni hozzá és kis mennyiségű szerves anyagú őrlés segítőt és teljesítmény fokozót. A kevert és kőműves cement tartalmazhat még nagy mennyiségű (akár 40%) kohósalakot, mészkövet, szilikaport vagy metakaolint. A gipsz és a kalcium-karbonát viszonylag puha ásvány és gyorsan finomra őrölhető. Az őrlést segítő anyagok jellemzően olyan 0,01-0,03%-ban hozzáadott kémiai anyagok, melyek bevonják az őrlés során keletkező új felületeket és megelőzik az újra összetapadást. Ilyen lehet az alginát vagy az ecetsav.

## Hőmérséklet szabályozás
Az őrléssel keletkező hő miatt a gipsz (CaSO4·2H2O) vizet veszít és könnyen oldható ásványokká alakul (CaSO4·0,2-0,7H2O vagy CaSO4·~0,05H2O). Ezek 2%-ára szükség van a cement trikalcium-aluminát hidratációjának szabályozásához. Ha ennél több mennyiség keletkezik a gipsz kristályosodása rossz kötésekhez vezet - a cement keverék hirtelen besűrűsödik a keverés után pár perccel és újrakeveréskor felhígul. Ezt a malomban lévő magas hőmérséklet okozza. Más részről túl alacsony sem lehet a hőmérséklet, mert a hirtelen kötések visszafordíthatatlan merevséget okoznak a keverékben. Az optimális hőmérséklet 115°C környékén van, kevés hőingadozással. Amikor a malom túl forró, gyakran adnak hozzá a gyártók 2,5% gipszet és a megmaradt kalcium-szulfátot természetes α-anhidritként (CaSO4).  Hatékony modern malmoknál, ahol kevés hő termelődik, újra áramoltatják a malomba belépő forró levegőt.

## Golyós malom
A golyós malom esetében egy vízszintesen elhelyezett, saját tengelye körül forgó cilinderbe golyókat (esetleg más alakút) töltenek, így azok ziláló, zúzó hatást fejtenek ki.  A malomba betöltött anyag szétzúzódik a csapódások és dörzsölődések által.  Az őrlőket leginkább magas krómtartalmú acélból készítik. A kifelé hajtó centrifugális erők miatt a forgás sebessége nem lehet bármekkora. A kritikus sebessége meghatározható:
nC = 42,29/√d, ahol d a belső átmérő (méterben).
A golyós malmokat általában a kritikus sebesség 75%-ával szokták működtetni, így egy 5 méter átmérőjű malmot úgy 14 rpm-mel szoktak forgatni.
A malom általában két kamrára van felosztva, ezáltal egyszerre különböző méreteket lehet őrölni. A klinker csomók (akár 25 mm átmérőjű is lehet) szétzúzására nagy golyókat használnak a bemenetnél (60-80 mm átmérőjű). Kétkamrás malom esetén a második kamra őrlője általában 15-40 mm között szokott lenni, de akár 5 mm-essel is lehet találkozni. Általános szabály, hogy az őrlő mérete legyen arányos az őrlemény méretével: nagy őrlővel nem lehet rendkívül finoman őrölni, ugyanakkor kis őrlővel nem lehet a nagyobb szemeket szétzúzni. A négykamrás malom viszonylag ritka ma már. Alternatív sokkamrás malmok lehetnek:
- malom párok tandemként futnak, különböző méretű őrlőkkel.
- alternatív technológia használata (finom őrlés előtt a klinker törése golyós malomban).

A malmon légáram megy keresztül.  Ez segíti a malom hűlését, és kiviszi az elpárolgó nedvességet, amely máskülönben akadályozná az anyag vándorlását. A füstös távozó levegőt általában zsákos szűrőkkel tisztítják.

### Zárt keringetésű rendszer
Mivel a golyós malmokban való őrlés korai hatékonysága sokkal nagyobb, mint az ultra-finom részecskék kialakulása, így a golyós malmok leghatékonyabban durva őrlésre képesek. A finom részeket el kell különíteni és a durvákat visszaküldeni a malomba őrlésre. A visszakerülő anyag mértéke 10-30% között mozog átlagos cement őrlésekor, de extrém finomságú cement esetén ez akár 85-95% is lehet. A modern malmoknál olyan szétválasztók vannak, amit precízen választják szét a méreteket, így a működtetés kevesebb energiába kerül. A hatékony zárt keringetésű rendszer egységes részecske méretű cementet állít elő.

### Energiafogyasztás
A cementmalmokat általában elektromosan hajtják:
P = 0,285 d (1,073-j) m n
ahol d a belső átmérő méterben, j a malomban lévő őrlő térfogatának hányada, m a malomban lévő őrlő tömege tonnában, és n a malom sebessége, rpm.
A motor valódi energiafogyasztása 5-10%-kal nagyobb ennél a mechanikus veszteségek miatt.
A malom teljesítménye függ a ráfordított energia mennyiségétől, a termék finomságától és a klinker keménységétől. Az őrlési folyamat energia felhasználása nagyban függ a klinker keménységétől. Ez függ a klinker ásványi összetételétől és a termál történetétől.

## Görgős malom
Az elmúlt években már használják, de teljes körben még nem elfogadottak. Energiaszükségletük csupán fele ugyan a golyós maloménak, viszont a cementben lévő részecskék méretének elosztása nem túl jó, ami problémát jelent.